# Helmut Kritzinger (Politiker)

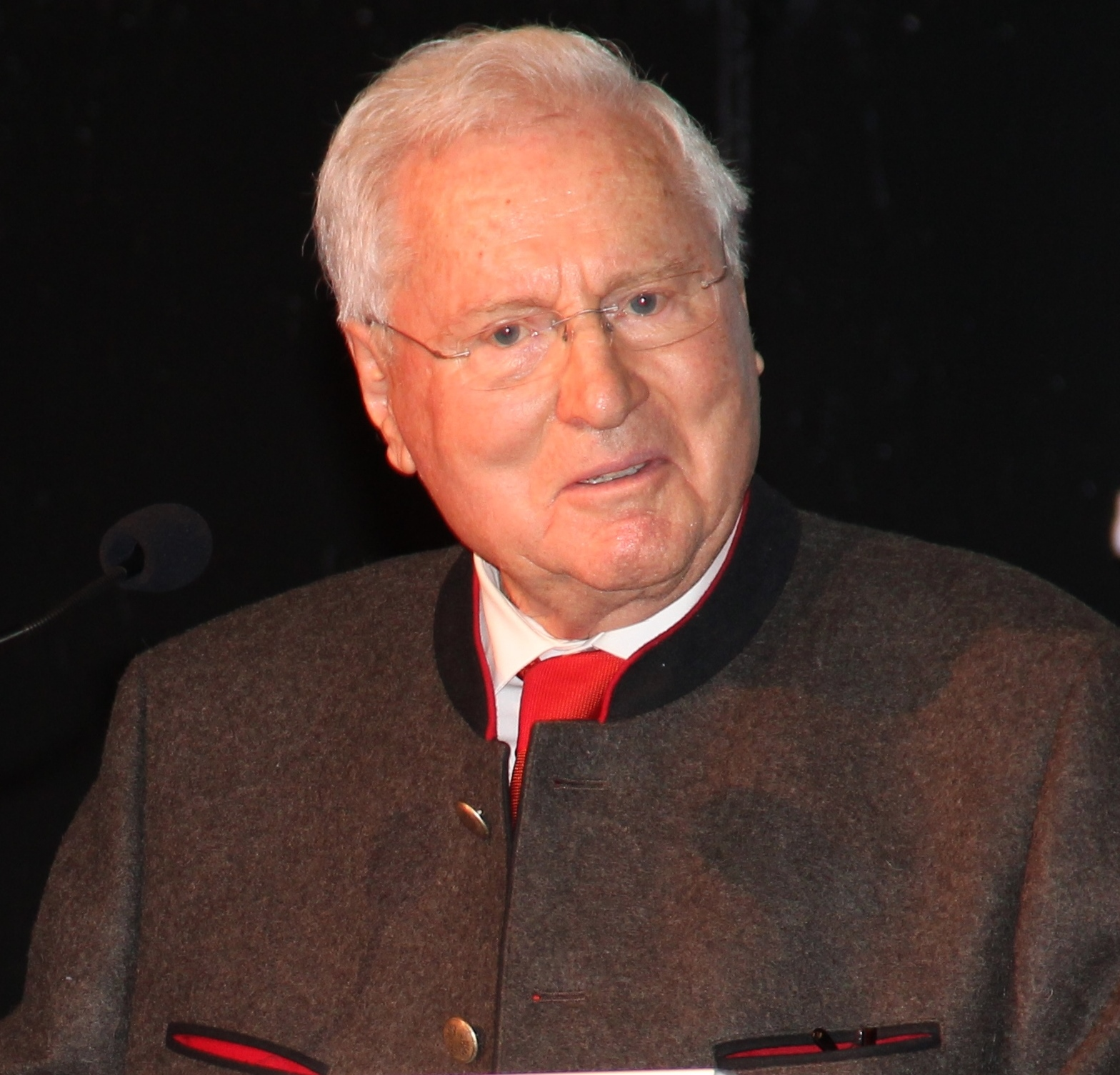
Helmut Kritzinger (2015)

Helmut Kritzinger (* 15. August 1928 in Sarnthein, Italien; † 28. Oktober 2023 ebenda) war ein österreichischer Politiker (ÖVP). Er war von 1997 bis 2019 Landesobmann des Tiroler Seniorenbundes. Auch war er von 1972 bis 1. Juli 2022 Bezirksobmann des Seniorenbundes Innsbruck. Darüber hinaus war er in der ersten Hälfte des Jahres 2008 Präsident des Bundesrates in Österreich.

## Leben
Der in Südtirol aufgewachsene Kritzinger wurde 1961 von italienischen Sicherheitskräften – „antinationale Propaganda“ lautete die Anklage – aus politischen Gründen eingesperrt. Nach beinahe acht Monaten in den Gefängnissen von Bozen und Trient wurde er provisorisch in Freiheit gesetzt mit der Auflage, den Wohnort nicht ohne Carabinieri-Begleitung verlassen zu dürfen. In der Folge floh er wegen drohender Wiederverhaftung (nach langen Verhören) nach Innsbruck und bewarb sich dort sofort um einen Arbeitsplatz. Zunächst arbeitete Kritzinger kurz bei den Tiroler Nachrichten, dann wurde er vom Landeshauptmann ersucht, den Tiroler Pensionistenbund (inzwischen Namensänderung auf Tiroler Seniorenbund), mitaufzubauen. Von 1963 bis 1977 bekleidete er die Funktion des Landessekretärs des Tiroler Seniorenbundes. Er unterstützte hauptamtlich den damaligen Landesobmann Georg Schärmer. Ab 1972 war er Bezirksobmann des Seniorenbundes in Innsbruck und ab 1997 Landesobmann des Tiroler Seniorenbundes.
Kritzinger war von 2002 bis 2008 Abgeordneter zum österreichischen Bundesrat. Er war auch Mitglied der Tiroler Volkspartei und im ersten Halbjahr 2008 der Präsident des Bundesrates, nachdem der Tiroler Landtag seine Bundesräte umgereiht hatte.
In Innsbruck kandidierte der Tiroler Seniorenbund immer eigenständig bei den Gemeinderatswahlen. Kritzinger war deshalb auch von 1983 bis 26. April 2018 als Gemeinderat in Innsbruck tätig. Bei der Gemeinderatswahl 2018 erzielte der Seniorenbund ein Mandat. Der Seniorenbund ging mit einem neuen Spitzenkandidaten in die Gemeinderatswahl. Der langjährige Direktor des Flughafens, Reinhold Falch, war die neue Nummer eins auf der Liste, an zweiter Stelle war Helmut Kritzinger gereiht. Somit schied Kritzinger bei dieser Wahl als Gemeinderat aus. Auch war er von 1972 bis 1. Juli 2022 Bezirksobmann des Seniorenbundes Innsbruck. Ihr folgte in dieser Funktion BR Klara Neurauter nach.
Ganz nach dem Motto „bleib fit und rund um gsund’- mit dem Tiroler Seniorenbund“ fand am 25. August 2018 die offizielle Feier zum 90. Geburtstag von Helmut Kritzinger in seinem Heimatort Sarnthein in Südtirol statt. Zahlreiche Gratulanten aus Nord- und Südtirol u. a. die Alt-Landeshauptmänner Luis Durnwalder und Herwig van Staa, ÖVP-Klubobmann Jakob Wolf, LR Johannes Tratter, BR Klara Neurauter sowie VBM Franz X. Gruber fanden sich zum Geburtstagsfest ein. Zu Beginn der Feierlichkeit hielt Abt Mag. German Erd einen Gottesdienst in der Pfarrkirche Maria Himmelfahrt ab.
Am 5. September 2011 erhielt Kritzinger den Verdienstorden des Landes Südtirol für seinen Einsatz für die Anliegen Südtirols in Österreich.
Am 2. März 2019 informierte Kritzinger die TSB-Landesleitung und später die Presse von seiner Entscheidung, bei den fälligen Neuwahlen im April nicht mehr als Obmann des Tiroler Seniorenbundes kandidieren zu wollen.
Helmut Kritzinger, Langzeitobmann und Inbegriff des Seniorenvertreters, hat am 26. April 2019 beim 16. ordentlichen Landestag des Tiroler Seniorenbundes in der Messe Innsbruck sein Lebenswerk an LR Patrizia Zoller-Frischauf übergeben. An diesem Stichtag hatte der Seniorenbund in Tirol mehr als 27.000 Mitglieder in 255 Ortsgruppen. Tirols VP-Landesparteiobmann LH Günther Platter würdigte in seiner Rede am Landestag ausführlich die Verdienste Kritzingers: „Die Erfolgsgeschichte des Tiroler Seniorenbundes ist untrennbar mit dem jahrzehntelangen, beherzten Einsatz von Helmut Kritzinger verbunden. Helmut, deine Verdienste um die Tiroler Senioren sind unermesslich. Du hast mit dem Seniorenbund eine lebendige Gemeinschaft aufgebaut, die aktiv ist, die Halt gibt und vielen Menschen Heimat bietet. Was ich dir hoch anrechne und was dich auszeichnet, ist, dass du in deinem kraftvollen Einsatz für die Anliegen der älteren Menschen auch nie den Blick dafür verloren hast, was für die gesamte Gesellschaft wichtig ist - du hast nie Alte gegen Junge ausgespielt. Lieber Helmut, Danke für dein beeindruckendes Lebenswerk im Dienste unserer Gemeinschaft!“

## Auszeichnungen
- 1975: Verdienstkreuz des Landes Tirol
- 1981: Goldenes Ehrenzeichen für Verdienste um die Republik Österreich
- 2009: Ehrenring des Landes Tirol
- 2009: Großes Ehrenzeichen für Verdienste um die Republik Österreich
- 2011: Verdienstorden des Landes Südtirol
- 2011: „Ehrenkranz in Gold“ und „Andreas-Hofer-Bund-Anerkennungspreis“ vom Andreas-Hofer-Bund Tyrol
- 2012: Ehrenbürger der Gemeinde Sarntal